# 66 Puppis
66 Puppis (D Puppis) é uma estrela na direção da Puppis. Possui uma ascensão reta de 07h 07m 07.09s e uma declinação de −40° 53′ 35.9″. Sua magnitude aparente é igual a 5.80. Considerando sua distância de 842 anos-luz em relação à Terra, sua magnitude absoluta é igual a −1.26. Pertence à classe espectral B3V.